# Hemipilia henryi
Hemipilia henryi är en orkidéart som beskrevs av Robert Allen Rolfe. Hemipilia henryi ingår i släktet Hemipilia och familjen orkidéer. IUCN kategoriserar arten globalt som starkt hotad. Inga underarter finns listade i Catalogue of Life.